# هوارد دبليو. كاميرون
هوارد دبليو. كاميرون (بالإنجليزية: Howard W. Cameron)‏ هو محامي وسياسي أمريكي، ولد في 3 أبريل 1915، وتوفي في 13 مارس 1986. حزبياً، نشط في الحزب الديمقراطي. وقد انتخب عضو مجلس ولاية ويسكونسن.